# Baptiste Vadic
Baptiste Vadic, né le 15 avril 2002 à Guéret, est un coureur cycliste français. Il est membre de l'équipe TotalEnergies.

## Biographie
Baptiste Vadic commence le cyclisme vers l'âge de douze ans en catégorie benjamins. Il participe à ses premières courses dans le cyclo-cross,, avec une licence UFOLEP. En seconde année minimes, il démontre son potentiel en obtenant diverses victoires, dont un titre de champion régional. 
En 2018, il s'impose sur la version cadet du Tro Bro Leon, qui inaugure le Trophée Madiot. Il se classe également troisième du championnat de France sur route dans sa catégorie. Chez les juniors, il se distingue dans le cyclo-cross avec notamment une troisième place au championnat de France de 2020 puis une sélection pour le championnat du monde de Dübendorf (22e place). Sur route, il remporte de nouvelles courses. Il termine deuxième du championnat de Nouvelle-Aquitaine et du Grand Prix de Plouay juniors, mais aussi 16e du championnats d'Europe de Plouay, sous les couleurs de l'équipe de France. 
Après plusieurs saisons passées au club Creuse Oxygène Guéret, il rejoint l'équipe Vendée U en 2021, réserve de la formation professionnelle Total Direct Énergie.

## Palmarès et résultats

### Palmarès par année
- 2015
  - Champion du Limousin de cyclo-cross minimes
  - 2e du championnat de la Creuse sur route minimes
- 2016
  - 2e du championnat du Limousin de cyclo-cross cadets
- 2017
  - Champion du Limousin de cyclo-cross cadets
- 2018
  - Tro Bro Leon cadets
  - Tour du Cantal cadets
  - 3e du championnat de France sur route cadets
- 2019
  - Champion de Nouvelle-Aquitaine de cyclo-cross juniors
  - Prix Albert-Gagnet
- 2020
  - Tour du Gévaudan Occitanie juniors
  - Chrono Creusois
  - 2e du championnat de Nouvelle-Aquitaine sur route juniors
  - 2e du Grand Prix de Plouay juniors
  - 3e du championnat de France de cyclo-cross juniors
- 2021
  - 7e manche du Trophée Maxime Méderel
- 2022
  - Chrono 47 (contre-la-montre par équipes)
  - 1re étape du Tour de la Mirabelle[7]
  - Critérium National de Limoges
  - 2e étape du Tour de Moselle[8]
  - 2e du Grand Prix des Fêtes de Cénac et Saint-Julien
  - 2e de la Route d'Or du Poitou
  - 2e de Paris-Chalette-Vierzon
  - 2e du Trophée des champions
- 2023
  - Circuit de l'Essor
  - Manche-Atlantique
  - 2e étape de la Ronde de l'Oise
  - Bol d'Or des Amateurs
  - 2e des Boucles de l'Essor
  - 2e du Grand Prix du Pays d'Aix
  - 2e de Jard-Les Herbiers
  - 2e du Grand Prix du Centre de la France

### Classements mondiaux
| Année                                 | 2021  | 2022  | 2023  |
| ------------------------------------- | ----- | ----- | ----- |
| Classement mondial                    | 2339e | 2199e | 2110e |
| UCI Europe Tour                       | 1561e | 1385e | nc    |
|                                       |       |       |       |
| Légende : nc = non classéSource : UCI |       |       |       |